# Грабе (Апаче)
Грабе (словен. Grabe) — поселення в общині Апаче, Помурський регіон, Словенія. Висота над рівнем моря: 291,7 м.